# Отар Джапарідзе
Ота́р Джапарі́дзе (груз. ოთარ ჯაფარიძე; *23 грудня 1987, Тбілісі, Грузинська РСР, СРСР) — грузинський фігурист, що виступає у танцях на льоду в парі з Еллісон Лінн Рід, учасник XXI Зимової Олімпіади (Ванкувер, Канада, 2010; 22-е місце).

## Кар'єра
Фігурним катанням Отар Джапарідзе почав займатися у 7-річному віці. До 15 років він тренувався як одиночник, потому перейшов у танці на льоду.
За свою кар'єру у танцях він змінив доволі багато партнерок. Починав виступати на міжнародному рівні з Мариною Шелтсіною. Вони вигравали Національний Чемпіонат Грузії з фігурного катання у 2004 році, й були 21-ми на Чемпіонаті світу з фігурного катання серед юніорів.
У період від 2005 до 2007 року Отар виступав з росіянкою Катериною Заїкіною, й тренувався у Москві в Олексія та Людмили Горшкових. Найвищим досягненням цієї пари було 16-е місце на Чемпіонаті світу з фігурного катання серед юніорів у 2007 році.
У 2007 році, Джапарідзе переїхав до США, у групу Миколи Морозова, і встав у пару з американкою Ізабеллою Тобіас. Разом вони виступали один сезон.
З Еллісон Лінн Рід вони об'єдналися у пару в 2009 році. Тренуються в Євгена Платова. Уже у вересні 2009 року, на першому своєму міжнародному старті, на турнірі «Nebelhorn Trophy»—2009, посівши 12-е місце, вони вибороли для Грузії одне місце у танцях на льоду на Олімпіаді у Ванкувері. У січні 2010 року Еллісон Рід було надано грузинське громадянство, щоб вона у парі з Отаром змогла виступити за країну на Іграх.
На Олімпіаді у Ванкувері в лютому 2010 року пара Рід/Джапарідзе посіла передостаннє 22-е місце.

## Родина
Батько Отара — Іраклій Джапарідзе є президентом Грузинської Федерації фігурного катання.

## Спортивні досягнення
(з Еліссон Лінн Рід)
| Сезон/Змагання                        | 2009/2010 |
| ------------------------------------- | --------- |
| Зимові Олімпійські ігри               | 22        |
| Чемпіонати Європи з фігурного катання | 19        |
| Турніри: «Nebelhorn Trophy»           | 12        |
| Меморіали Павла Романа                | 9         |

(з Ізабеллою Тобіас)
| Сезон/Змагання                                     | 2007/2008 |
| -------------------------------------------------- | --------- |
| Чемпіонати світу з фігурного катання серед юніорів | 14        |
| Етапи юніорського Гран-Прі, Німеччина              | 7         |
| Етапи юніорського Гран-Прі, Велика Британія        | 6         |

(з Катериною Заїкіною)
| Сезони/Змагання                                    | 2005/2006 | 2006/2007 |
| -------------------------------------------------- | --------- | --------- |
| Чемпіонати світу з фігурного катання серед юніорів | 21        | 16        |
| Етапи юніорського Гран-Прі, Німеччина              |           | 4         |
| Етапи юніорського Гран-Прі, Угорщина               |           | 7         |

(з Мариною Шелтсіною)
| Скзони/Змагання                                    | 2002/2003 | 2003/2004 |
| -------------------------------------------------- | --------- | --------- |
| Чемпіонати світу з фігурного катання серед юніорів |           | 21        |
| Чемпіонати Грузії з фігурного катання              | 2         | 1         |
| Етапи юніорського Гран-Прі, Словенія               |           | 14        |
| Етапи юніорського Гран-Прі, Хорватія               |           | 12        |

## Виноски
1. ↑  Reed Joins Japaridze to Compete for Georgia [Архівовано 1 березня 2010 у Wayback Machine.] (англ.)
2. ↑  Georgia gives passport to American figure skater, 3rd in family to compete for another country (англ.)